# Liga Grega de Basquetebol de 2021–22
A Liga Grega de Basquetebol de 2021-22 é a 82ª edição da máxima competição grega de basquetebol masculino, sendo a 30ª edição organizada pela Associação Helênica de Clubes (em grego:  Ελληνικός Σύνδεσμος Ανωνύμων Καλαθοσφαιρικών Εταιρειών, ΕΣΑΚΕ). A equipe do Panathinaikos Superfooods Atenas é o atual campeão e historicamente o maior campeão grego.

## Equipes Participantes
Após o término da época 2020-21, Charilaos Trikoupis foi rebaixado e a ascensão da Liga II foi de duas equipes, Apollon Patras e o gigante grego Olympiacos Pireu  totalizando 13 equipes nesta temporada.
| Equipe            | Localização     | Arena                         | Capacidade |
| ----------------- | --------------- | ----------------------------- | ---------- |
| AEK Atenas        | Marusi (Atenas) | OAKA                          | 18.500     |
| Aris Salônica     | Salonica        | Nick Galis Hall               | 5.138      |
| Apollon Patras    | Patras          | Apollon Patras Indoor Hall    | 3.500      |
| Ionikos           | Nikaia          | Nikaias Platonas Indoor       | 1.200      |
| Iraklis           | Salonica        | Ivanofeio Sports Arena        | 2.500      |
| Kolossos          | Rodes           | Venetoklio Indoor Hall        | 1.242      |
| Larisa            | Larissa         | Larissa Neapolis Indoor Arena | 4.000      |
| Lavrio            | Lavrio          | Lavrio Indoor Hall            | 1.700      |
| Panathinaikos     | Marusi (Atenas) | OAKA                          | 18.500     |
| PAOK              | Salonica        | Paok Sports Arena             | 8.162      |
| Peristeri         | Peristeri       | Arena Peristeri               | 4.000      |
| Promitheas Patras | Patras          | Dimitris Tofalos Arena        | 4.150      |
| Olympiacos Pireu  | Pireu           | Estádio da Paz e da Amizade   | 11.640     |

## Formato de Competição
Disputa-se Temporada Regular com as equipes enfrentando-se em casa e fora de casa, apurando os dois melhores que se classificam diretamente para os playoffs semifinais, os terceiro e quarto colocados para as quartas de finais e do quinto ao oitavo colocados para a primeira fase de playoffs.

## Primeira Fase

### Calendário Temporada Regular
| Casa\Visitante    | AEK    | ARI    | APO   | ION    | IRA   | KOL   | LAR   | LAV    | OLY    | PTK   | PAO   | PER    | PAT    |
| ----------------- | ------ | ------ | ----- | ------ | ----- | ----- | ----- | ------ | ------ | ----- | ----- | ------ | ------ |
| AEK Atenas        |        | 64-63  | 77-75 | 92-75  | 80-74 | 82-85 | 81-69 | 90-75  | 74-80  | 69-83 | 72-67 | 78-72  | 81-77  |
| Aris Salônica     | 91-73  |        | 70-56 | 79-75  | 83-78 | 81-85 | 82-70 | 69-73  | 76-87  | 81-71 | 77-76 | 87-68  | 76-73  |
| Apollon Patras    | 84-68  | 74-73  |       | 80-72  | 89-95 | 76-80 | 74-82 | 72-62  | 68-94  | 48-90 | 95-91 | 74-72  | 59-71  |
| Ionikos           | 59-65  | 93-83  | 82-96 |        | 74-62 | 86-84 | 84-89 | 84-91  | 78-86  | 61-68 | 66-69 | 82-87  | 65-88  |
| Iraklis           | 86-74  | 91-86  | 81-82 | 89-84  |       | 62-64 | 85-90 | 83-67  | 90-96  | 59-81 | 73-84 | 76-79  | 82-95  |
| Kolossos          | 62-65  | 77-64  | 73-56 | 88-81  | 76-59 |       | 93-75 | 82-59  | 69-87  | 64-88 | 69-60 | 74-65  | 68-61  |
| Larisa            | 82-65  | 84-81  | 83-74 | 86-84  | 55-70 | 81-77 |       | 66-75  | 70-101 | 86-90 | 74-70 | 63-78  | 84-77  |
| Lavrio            | 81-82  | 68-64  | 82-66 | 59-61  | 87-71 | 81-84 | 77-91 |        | 72-108 | 82-91 | 59-61 | 52-75  | 90-82  |
| Olympiacos Pireu  | 103-78 | 89-67  | 98-78 | 109-65 | 94-65 | 93-74 | 93-84 | 101-58 |        | 76-81 | 86-68 | 104-85 | 108-75 |
| Panathinaikos     | 100-75 | 103-83 | 78-68 | 92-78  | 70-58 | 77-54 | 98-67 | 102-83 | 62-68  |       | 77-67 | 75-57  | 92-67  |
| PAOK              | 96-72  | 96-64  | 81-76 | 79-80  | 72-69 | 86-80 | 82-71 | 73-89  | 73-84  | 64-81 |       | 86-87  | 84-65  |
| Peristeri         | 101-81 | 67-70  | 76-68 | 79-82  | 71-68 | 70-78 | 71-77 | 91-80  | 67-93  | 62-77 | 68-67 |        | 81-88  |
| Promitheas Patras | 85-89  | 62-82  | 80-60 | 88-84  | 78-69 | 76-61 | 91-77 | 79-71  | 66-85  | 67-76 | 84-77 | 82-77  |        |

### Classificação Fase Regular
| Pos. | Clube                 | P  | J  | V-D     | Casa   | Fora   | P+ -P-      | SP   | Classificação |
| ---- | --------------------- | -- | -- | ------- | ------ | ------ | ----------- | ---- | ------------- |
| 1    | Olympiacos Pireu      | 47 | 24 | 23 - 1  | 11 - 1 | 12 - 0 | 2223 - 1743 | 480  | Playoffs      |
| 2    | Panathinaikos         | 46 | 24 | 22 - 2  | 11 - 1 | 11 - 1 | 2003 - 1644 | 359  | Playoffs      |
| 3    | Kolossos H Hoteis     | 39 | 24 | 15 - 9  | 9 - 3  | 6 - 6  | 1801 - 1771 | 30   | Playoffs      |
| 4    | AEK Atenas            | 37 | 24 | 13 - 11 | 9 - 3  | 4 - 8  | 1827 - 1925 | -98  | Playoffs      |
| 5    | Promitheas Patras     | 36 | 24 | 12 - 12 | 8 - 4  | 4 - 8  | 1857 - 1878 | -21  | Playoffs      |
| 6    | Larisa                | 36 | 24 | 12 - 12 | 7 - 5  | 5 - 7  | 1856 - 1953 | -97  | Playoffs      |
| 7    | Aris Salônica         | 35 | 24 | 11 - 13 | 9 - 3  | 2 - 10 | 1832 - 1853 | -21  | Playoffs      |
| 8    | Peristeri Vitabiotics | 34 | 24 | 10 - 14 | 5 - 7  | 5 - 7  | 1808 - 1862 | -54  | Playoffs      |
| 9    | PAOK Mateco           | 34 | 24 | 10 - 14 | 7 - 5  | 3 - 9  | 1829 - 1818 | 11   |               |
| 10   | Lavrio Megabolt       | 32 | 24 | 8 - 16  | 4 - 8  | 4 - 8  | 1773 - 1928 | -155 |               |
| 11   | Apollon Patras        | 32 | 24 | 8 - 16  | 6 - 6  | 2 - 10 | 1748 - 1913 | -165 |               |
| 12   | Ionikos               | 30 | 24 | 6 - 18  | 3 - 9  | 3 - 9  | 1835 - 1988 | -153 | Rebaixados    |
| 13   | Iraklis               | 27 | 24 | 6 - 18  | 4 - 8  | 2 - 10 | 1795 - 1911 | -116 | Rebaixados    |

## Playoffs

#### Quartas de final
| Time 1            | Série | Time 2                | 1º Jogo  | 2º Jogo | 3º Jogo |
| ----------------- | ----- | --------------------- | -------- | ------- | ------- |
| Olympiacos Pireu  | 2 - 0 | Peristeri Vitabiotics | 79 - 67  | 92 - 57 | -       |
| AEK Atenas        | 0 - 2 | Promitheas Patras     | 82 - 95  | 75 - 77 | -       |
| Panathinaikos     | 2 - 0 | Aris Salônica         | 109 - 79 | 82 - 65 | -       |
| Kolossos H Hoteis | 0 - 2 | Larisa                | 63 - 71  | 82 - 83 | -       |

#### Semifinal
| Time 1           | Série | Time 2            | 1º Jogo | 2º Jogo  | 3º Jogo  | 4º Jogo | 5º Jogo |
| ---------------- | ----- | ----------------- | ------- | -------- | -------- | ------- | ------- |
| Olympiacos Pireu | 3 - 0 | Promitheas Patras | 87 - 77 | 102 - 72 | 106 - 69 | -       | -       |
| Panathinaikos    | 3 - 2 | Larisa            | 87 - 77 | 77 - 84  | 94 - 82  | 62 - 74 | 89 - 43 |

#### Decisão de terceiro lugar
| Time 1            | Série | Time 2 | 1º Jogo | 2º Jogo | 3º Jogo | 4º Jogo | 5º Jogo |
| ----------------- | ----- | ------ | ------- | ------- | ------- | ------- | ------- |
| Promitheas Patras | 0 - 2 | Larisa | 78 - 89 | 84 - 88 |         |         |         |

#### Final
| Time 1           | Série | Time 2        | 1º Jogo | 2º Jogo | 3º Jogo | 4º Jogo | 5º Jogo |
| ---------------- | ----- | ------------- | ------- | ------- | ------- | ------- | ------- |
| Olympiacos Pireu | 3 - 0 | Panathinaikos | 74 - 61 | 78 - 72 | 93 - 74 | -       | -       |

### Premiação
| Liga Grega de 2021-22       |
| --------------------------- |
| Olympiacos Pireu 13º Título |

## Clubes gregos em competições internacionais
| Clube             | Competição        | Resultado                                                      |
| ----------------- | ----------------- | -------------------------------------------------------------- |
| Olympiacos        | EuroLiga          | Quarto colocado                                                |
| Panathinaikos     | EuroLiga          | Eliminado - Temporada regular como 13º colocado com 9v - 19d   |
| Promitheas Patras | EuroCopa          | Eliminado - Temporada regular como 10º colocado Gr. B (4v-14d) |
| AEK Atenas        | Liga dos Campeões | Eliminado - Temporada regular Gr. D (1v-5d)                    |
| Lavrio            | Liga dos Campeões | Eliminado - Play-ins por Nutribullet Treviso (0-2)             |
| PAOK Mateco       | Liga dos Campeões | Eliminado - Play-ins por Strasbourg IG (0-2)                   |
| Iraklis           | Copa Europeia     | Eliminado - Temporada regular Gr. E (1v-5d)                    |
| Peristeri         | Copa Europeia     | Eliminado - Temporada regular Gr. G (2v-4d)                    |
| Ionikos           | Copa Europeia     | Eliminado - Temporada regular Gr. F (3v-3d)                    |